# Brian Eno
Brian Peter George St. John le Baptiste de la Salle Eno, RDI (/ˈiːnoʊ/; sinh ngày 15 tháng 5 năm 1948 và được rửa tội dưới tên Brian Peter George Eno), thường được biết với nghệ danh Brian Eno hoặc đơn giản là Eno, là một nhạc sĩ, nhà soạn nhạc, nhà sản xuất thu âm, ca sĩ, được biết tới như một trong những người đầu tiên sáng tạo ra nhạc ambient.
Sự nghiệp solo của Eno mang nhiều màu sắc của các phong cách nhạc thử nghiệm và nhạc ambient. Những nhạc phẩm của ông có sức ảnh hưởng to lớn, tiên phong cho cả ambient và âm nhạc sản sinh (generative music), tạo nên những kỹ thuật thu âm, và nhấn mạnh "lý thuyết hơn thực nghiệm". Ông cũng giới thiệu khái nhiệm âm nhạc cơ hội (chance music) tới thính giả, một phần qua việc cộng tác với những nhạc sĩ khác. Eno đã làm việc với Robert Fripp trên các album No Pussyfooting và Evening Star, "Berlin Trilogy" của David Bowie cũng như giúp phổ biến cho ban nhạc Devo và thể loại "No Wave". Ông sản xuất và biểu diễn trong ba album của Talking Heads, gồm cả Remain in Light (1980), sản xuất bảy album cho U2, gồm cả The Joshua Tree (1987). Eno cũng làm việc với James, Laurie Anderson, Coldplay, Paul Simon, Grace Jones, James Blake và Slowdive.

## Đĩa nhạc
Album phòng thu solo
- Here Come the Warm Jets (1974), Island
- Taking Tiger Mountain (1974), Island
- Another Green World (1975), Island
- Discreet Music (1975), Obscure
- Before and After Science (1977), Polydor
- Ambient 1: Music for Airports (1978), Polydor
- Music for Films (1978), Polydor
- Ambient 4: On Land (1982), EG
- Apollo: Atmospheres and Soundtracks (1983), E.G.
- More Music for Films (1983), E.G.
- Thursday Afternoon (1985), E.G.
- Nerve Net (1992), Opal
- The Shutov Assembly (1992), Warner Bros.
- Neroli (1993), All Saints
- The Drop (1997), Thirsty Ear
- Extracts from Music for White Cube, London 1997 (1997), Opal
- I Dormienti (1998), Opal
- Lightness: Music for the Marble Palace (1997), Opal
- Kite Stories (1999), Opal
- Music for Civic Recovery Centre (2000), Opal
- Compact Forest Proposal (2001), Opal
- January 07003: Bell Studies for the Clock of the Long Now (2003), Opal
- Another Day on Earth (2005), Hannibal
- Small Craft on a Milk Sea (2010), Warp
- Making Space (2010), Opal
- Lux (2012), Warp
- The Ship (2016), Warp